# Ahornberg (Wüstung)
Ahornberg ist eine Wüstung bei Buchbach, einem Ortsteil der Stadt Schönwald im oberfränkischen Landkreis Wunsiedel.
Die Wüstung liegt am Südhang des Rabenberges westlich von Schönwald beim heutigen Buchbach. Die erste urkundliche Erwähnung war 1414 bei einem Streit zwischen der Stadt Eger und dem Nürnberger Burggrafen Johann, als der Burggraf mehrere Orte dem Einflussbereich des Egerlandes zu entziehen versuchte. Bereits 1417 wurde der Ort als Wüstung erwähnt und in Besitzurkunden bis ins 18. Jahrhundert als solche weiterverwendet. Nach 1690 entstand als Neubau das sogenannte Ahornberger Vorwerk, das bis 1827 überliefert ist.